# 6931 Kenzaburo
6931 Kenzaburo eller 1994 VP6 är en asteroid i huvudbältet som upptäcktes den 4 november 1994 av de båda japanska astronomerna Kazuro Watanabe och Kin Endate vid Kitami-observatoriet. Den är uppkallad efter den japanske författaren och nobelpristagaren Kenzaburo Oe.
Den tillhör asteroidgruppen Eos.